# Salon du livre jeunesse en France
Un salon du livre jeunesse en France est l’occasion pour enfants, parents et professionnels de se rencontrer et de partager autour des livres pour enfants. L’un des plus importants salons de littérature d'enfance et de jeunesse en France se tient à Montreuil.

## Littérature jeunesse
La littérature jeunesse est un secteur de plus en plus important de l’économie du livre.
Les salons et fêtes du livres jeunesse sont regroupés au sein d'une fédération depuis 2000.

## Présentation de quelques salons

### Annemasse
Le Festival du livre jeunesse de la ville d’Annemasse  est organisé depuis vingt ans par la bibliothèque municipale de la ville et regroupe tous les acteurs de la chaîne du livre (libraires, éditeurs, bibliothécaires, documentalistes, écrivains, illustrateurs, comédiens et lecteurs).

### Le Bouscat
Le salon du livre jeunesse du Bouscat se déroule du vendredi 28 mars au 29 mars. Chaque année, un nouveau thème est mis à l’honneur. L’année 2014 mettra en avant le roman policier. Ce salon est destiné aux amateurs de romans. Depuis 2012, en plus de son salon le week-end sera destiné au grand public, une journée professionnelle est organisée sur un thème concernant la littérature jeunesse (l’art dans l’illustration des livres jeunesse, par exemple). 
Ce salon est l’occasion de rencontrer des personnalités liées à la chaîne du livre jeunesse (auteurs, éditeurs, libraires…). 
La mairie du Bouscat organise ce salon depuis 2001.
- Le thème de 2011 : la gourmandise
- Le thème de 2012 : le conte
- Le thème de 2013 : la littérature des voyages
- Le thème de 2014 : le roman policier

En partenariat avec des librairies et des maisons d’éditions, le salon propose chaque année un certain nombre d’activités pendant ce week-end. Les librairies Mollat et A la page proposent des  stands de vente et invitent quelques auteurs pour des séances de dédicaces. De nombreuses maisons d'édition participent à l’organisation d’ateliers.

### Cherbourg-en-Cotentin
Le Festival du livre de jeunesse et de bande dessinée de Cherbourg-en-Cotentin nait en 1987. Les quatre institutions fondatrices du festival sont la ville de Cherbourg-Octeville, la bibliothèque Jacques-Prévert, le ministère de l'Éducation nationale et le CNDP de la Manche.

### Eaubonne
En 2023, le Salon du Livre Jeunesse d'Eaubonne a célébré sa 40e édition, marquant ainsi quatre décennies de dévouement à la littérature pour enfants. Cet événement annuel offre un vaste éventail d'activités et d'ateliers conçus pour tous les âges, allant des ateliers créatifs aux lectures spécialement adaptées aux tout-petits. Il se distingue par sa mise en avant de la créativité, de la lecture et de l'imaginaire des jeunes lecteurs. La participation active des institutions culturelles locales et de nombreuses maisons d'édition enrichit considérablement le salon, en proposant une grande diversité d'ouvrages. C'est avant tout une fête dédiée à la lecture qui stimule la curiosité des jeunes esprits. De plus, le prix Coup de Pouce, attribué par les élèves de la ville, est une initiative de la Médiathèque Intercommunale Maurice Genevoix visant à encourager la création littéraire destinée au jeune public. Ce salon incarne ainsi l'engagement continu envers la littérature pour enfants dans la communauté d'Eaubonne.

### Rouen
Le Festival du Livre Jeunesse de Rouen est une des plus vieilles manifestations de ce type en France et la plus importante de province (autour de 20 000 festivaliers par édition). Il a été créé en 1983 par l’Union Locale CGT de Rouen et l’association des amis de la Renaissance.

### Villeurbanne
Le salon du livre jeunesse de Villeurbanne invite des auteurs et des illustrateurs, propose des expositions avec la présence des illustrateurs. 50 auteurs et illustrateurs ont participé à l’édition de 2013 portant sur le thème « Mouvements ». À l’occasion de ce salon est aussi élu le lauréat du prix Sorcières qui récompense les livres jeunesse sur un certain nombre de critères. Ce prix est décerné par un jury de professionnels du monde du livre composé de bibliothécaires (ABF) et libraires spécialisés jeunesse (ALSJ). Des spectacles et des animations sont organisés. Des ateliers gratuits sont assurés par de nombreux animateurs. Mais aussi des ateliers sur le numérique, des ateliers de sensibilisation à la nature, des ateliers poussant petits et grands à la réflexion et à l’imagination. Des conférences, des débats et des rencontres sont aussi organisées avec des professionnels, journalistes, sociologues, illustrateurs, auteurs…

## Chronologie des salons annuels
Les salons du livre jeunesse ont lieu tout au long de l'année.

### Février
- Fête du livre jeunesse[12] à Saint-Paul-Trois-Châteaux (Drôme)
- À Pas Contés[13], à Dijon.

### Mars
- Salon du Livre Jeunesse d'Eaubonne
- Salon du livre de jeunesse, à Saint-Germain-lès-Arpajon[14](Essonne)
- Lire et Grandir, à Miramas (Bouches-du-Rhône)
- Salon du livre jeunesse du Bouscat[4] au Bouscat (Gironde)
- Festival de Livre Jeunesse « A pleine pages » à Ruelle-sur-Touvre (Charente)
- « Lire et délires »[15], à Cormontreuil (Marne)
- Salon du livre pour enfants et adolescents[16] à Beaugency (Loiret)
- Festival RAMDAM[17] à Wittenheim (Haut-Rhin)
- Salon du livre jeunesse de Cormontreuil.

### Avril
- Salon du livre jeunesse en Erdre et Gesvres[18], (Loire-Atlantique)
- Salon du livre jeunesse de Sarlat (Dordogne)
- Salon encres vives[19] à Provins (Seine-et-Marne)
- Fête du livre jeunesse[20] à Aizenay (Vendée)
- Fête du livre jeunesse[21] à Villeurbanne, (Rhône)
- Mois des tout-petits à Troyes (Aube)
- Semaine du Livre Jeunesse Communauté de communes Sud Vendée Littoral (Vendée)

### Mai
- Salon du livre jeunesse de Montauban « Les jolis mots de mai » (Tarn-et-Garonne)
- Fête du livre jeunesse de Manosque (Alpes-de-Haute-Provence) (Ecla de lire)
- Fête du livre jeunesse à la Trinité-sur-Mer (Morbihan)
- Salon de l’édition scolaire, du livre jeunesse et du multimédia à Chartres (Eure-et-Loir)
- Les imaginales[22] à Épinal (Vosges)
- Salut les bouquins à Échirolles (Isère)
- Salon du livre jeunesse de Chalon-sur-Saône (Saône-et-Loire)

### Juin
- Salon du livre petite enfance Croq' les mots, marmot ! à Mayenne (Mayenne)
- Fête du livre jeunesse de Palente[23] à Besançon (Doubs)
- Festival du livre jeunesse d’Annemasse[24] (Haute-Savoie)
- Mange-livres[25] à Grateloup (Lot-et-Garonne)
- Festival du livre de jeunesse[26], Cherbourg-Octeville (Manche)

### Octobre
- Salon du livre jeunesse au château de Monte-Cristo à Le Port-Marly (Yvelines)
- La maman des poissons[27] à Pézenas (Hérault)
- Salon régionale du livre pour la jeunesse de Troyes (Aube)
- Salon du livre de jeunesse et de la bande dessinée de Pontarlier[28] (Doubs)
- Codex, Paris
- Salon du livre jeunesse de l'océan Indien, La Réunion

### Novembre
- Fête du livre jeunesse de Montbrison[29] (Loire)
- Salon de la Petite édition et de la Jeune illustration à Saint Priest (Rhône)
- Salon du livre jeunesse du pays de Lorient (Morbihan)
- Salon du livre de Colmar[30] (Haut-Rhin)
- Grains de sel, festival du livre et de la parole d'enfant d'Aubagne (Bouches-du-Rhône)

### Décembre
- Salon du livre et de la presse jeunesse en Seine-Saint-Denis à Montreuil[31] (Seine-Saint-Denis)
- Salon du livre pour la Jeunesse de Fougères[32] (Ille-et-Vilaine)
- Festival du livre de jeunesse de Rouen[6] (Seine-Maritime)
- Journée du livre à Bourges (Cher)